# Jerzy (Pańkowski)

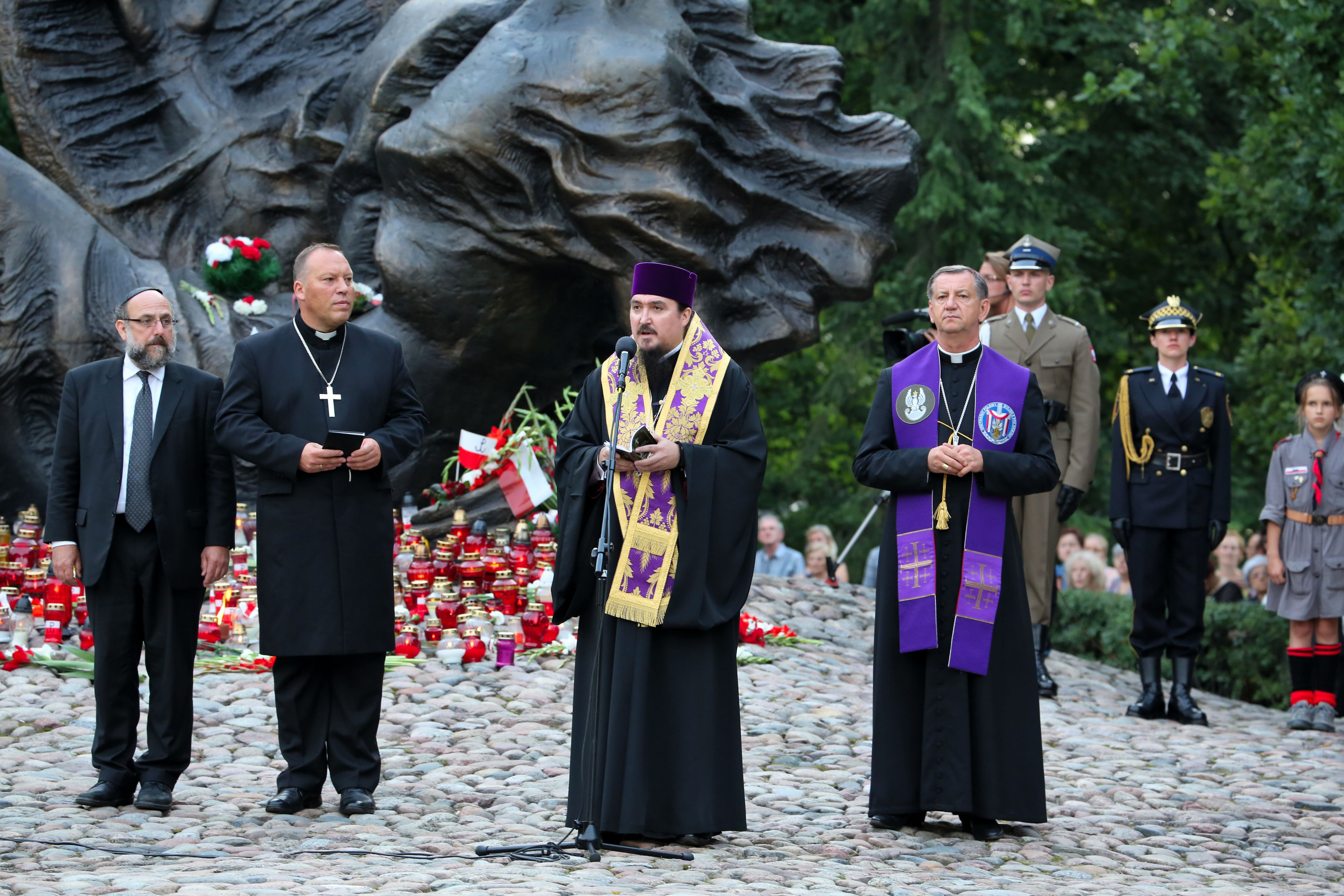
Biskup Jerzy podczas obchodów 70. rocznicy wybuchu powstania warszawskiego pod pomnikiem Polegli Niepokonani w Warszawie (2014)

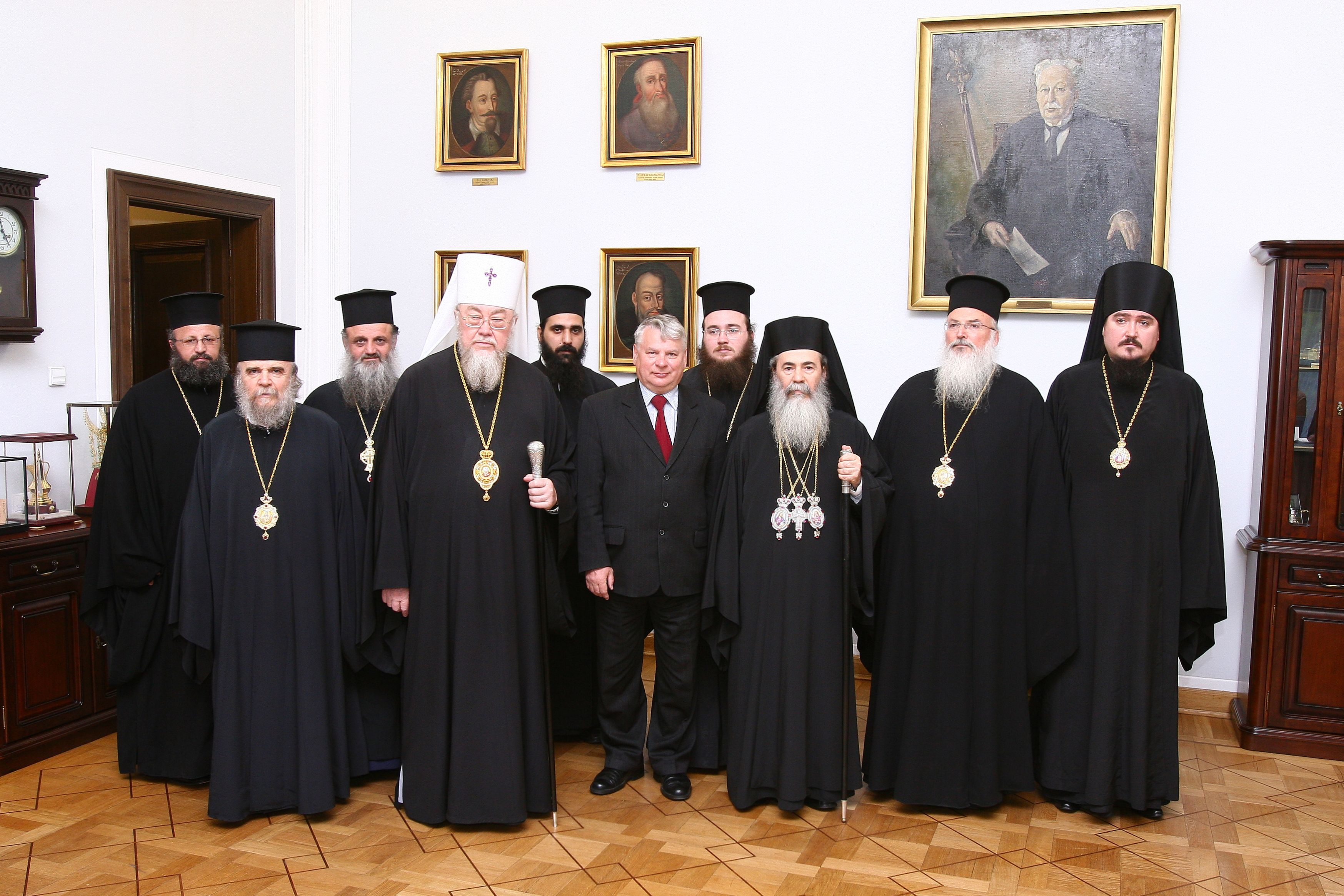
W czasie wizyty patriarchy Jerozolimy Teofila III w Senacie RP w 2010 (biskup Jerzy pierwszy z prawej)

Jerzy (pełny tytuł: Jego Ekscelencja Najprzewielebniejszy Jerzy, Prawosławny Arcybiskup Wrocławski i Szczeciński), imię świeckie Mariusz Pańkowski (ur. 4 sierpnia 1974 w Białymstoku) – polski arcybiskup prawosławny, ordynariusz diecezji wrocławsko-szczecińskiej, Prawosławny Ordynariusz Wojska Polskiego, podporucznik. Profesor nauk teologicznych, rektor Chrześcijańskiej Akademii Teologicznej w Warszawie w kadencji 2020–2024, wcześniej prorektor tej uczelni.

## Młodość i wczesna działalność
W wieku 12 lat zaczął przysługiwać w soborze św. Mikołaja w Białymstoku. W tym okresie po raz pierwszy spotkał się z biskupem Sawą (Hrycuniakiem), co przesądziło o jego późniejszej decyzji o wstąpieniu do monasteru. Według własnych wspomnień biskupa Jerzego, decyzję tę podjął w wieku trzynastu lat, zaś jako piętnastolatek, 31 maja 1989, złożył u biskupa Sawy podanie o zgodę na złożenie wieczystych ślubów mniszych. Duchowny skierował go do monasteru w Supraślu jako posłusznika, pod opiekę jego przełożonego Mirona (Chodakowskiego).
Równocześnie ze wstąpieniem do monasteru Mariusz Pańkowski rozpoczął naukę w Prawosławnym Seminarium Duchownym w Warszawie, które ukończył z wyróżnieniem w 1993, zdając równocześnie egzamin dojrzałości. 17 grudnia 1993 przyjął postrzyżyny zakonne w riasofor. Pracował jako nauczyciel religii prawosławnej w przedszkolu w Supraślu.
W 1993 rozpoczął w trybie zaocznym studia teologiczne w Chrześcijańskiej Akademii Teologicznej. Następnie został skierowany do kontynuowania nauki na Wydziale Teologii Narodowego Uniwersytetu Ateńskiego. Przed podjęciem studiów przebywał rok w monasterze Paraklet w pobliżu Aten.
W trakcie studiów zdał egzamin państwowy z języka greckiego, nauczył się również koine. 1 stycznia 1995 otrzymał święcenia diakońskie z rąk arcybiskupa białostockiego i gdańskiego Sawy. 10 września 1998 złożył w monasterze w Supraślu wieczyste śluby mnisze, przyjmując imię zakonne Jerzy na cześć świętego mnicha Jerzego Chozewity.
15 października 1998 otrzymał święcenia kapłańskie z rąk patriarchy ekumenicznego Bartłomieja w cerkwi Hagia Sophia w Białymstoku. 30 kwietnia 1999 otrzymał godność ihumena, zaś 4 maja tego samego roku został namiestnikiem stauropigialnego monasteru św. Onufrego w Jabłecznej Od 3 kwietnia 2000 archimandryta.

## Biskup
28 listopada 2006 Święty Sobór Biskupów Polskiego Autokefalicznego Kościoła Prawosławnego zdecydował o powołaniu archimandryty Jerzego na biskupa-wikariusza diecezji warszawsko-bielskiej z tytułem biskupa siemiatyckiego.
28 stycznia 2007 odbyła się chirotonia biskupia archimandryty Jerzego w soborze św. Marii Magdaleny w Warszawie. Pierwsza Święta Liturgia celebrowana przez bpa Jerzego w Siemiatyczach odbyła się 15 lutego tegoż roku.
16 maja 2017 na nadzwyczajnym posiedzeniu Świętego Soboru Biskupów PAKP podniesiony do rangi arcybiskupa i mianowany – w związku ze śmiercią abpa Jeremiasza – ordynariuszem prawosławnej diecezji wrocławsko-szczecińskiej. Uroczysty ingres miał miejsce 18 czerwca 2017 w soborze Narodzenia Przenajświętszej Bogurodzicy we Wrocławiu.

### Prawosławny Ordynariusz Wojska Polskiego
9 czerwca 2010 w Warszawie na nadzwyczajnym posiedzeniu Świętego Soboru Biskupów Polskiego Autokefalicznego Kościoła Prawosławnego zgłoszona została jego kandydatura do godności Prawosławnego Ordynariusza Wojska Polskiego, po tragicznie zmarłym Mironie (Chodakowskim). Na wakującą katedrę został wybrany jednogłośnie.
23 czerwca 2010 Czesław Piątas, w imieniu Ministra Obrony Narodowej, Bogdana Klicha wręczył mu nominację na stanowisko Prawosławnego Ordynariusza Wojskowego w Prawosławnym Ordynariacie Wojska Polskiego. 12 października 2010 miał miejsce jego ingres na katedrę Prawosławnego Ordynariusza Wojska Polskiego oraz oficjalne powitanie z wojskiem. 3 listopada złożył przysięgę wojskową w Wyższej Szkole Oficerskiej Sił Powietrznych w Dęblinie. 9 maja 2011 został mianowany na I stopień oficerski.
15 lipca 2012 brał udział w poświęceniu cerkwi Zmartwychwstania Pańskiego w Katyniu.

### Działalność na forum prawosławia światowego
Wielokrotnie znajdował się w składzie delegacji Polskiego Autokefalicznego Kościoła Prawosławnego przebywających z oficjalnymi wizytami w innych lokalnych Kościołach Prawosławnych. Był również delegatem PAKP na posiedzenia komisji przygotowującej sobór panprawosławny.
W 2016 został członkiem delegacji Polskiego Autokefalicznego Kościoła Prawosławnego na Święty i Wielki Sobór Kościoła Prawosławnego.

## Praca naukowo-dydaktyczna
W 1999 obronił pod kierunkiem metropolity Warszawy i całej Polski Sawy pracę magisterską nt. Nauka św. Grzegorza Palamasa o niestworzonym świetle. Studia teologiczne w Chrześcijańskiej Akademii Teologicznej ukończył z wyróżnieniem. W 2003 obronił rozprawę doktorską Mistyka światła w tradycji Kościoła Wschodniego również napisaną pod kierunkiem metropolity Sawy. W tym samym roku został zatrudniony w ChAT jako wykładowca teologii zasadniczej, homiletyki oraz języka cerkiewnosłowiańskiego. Homiletykę wykładał również w Prawosławnym Seminarium Duchownym.
W 2006 został kierownikiem Katedry Prawosławnej Teologii Praktycznej ChAT. W 2008 uzyskał stopień doktora habilitowanego nauk teologicznych na podstawie rozprawy poświęconej postaci św. Ignacego (Brianczaninowa). W tym samym roku objął funkcję kierownika Sekcji Teologii Prawosławnej ChAT. W 2012 został prorektorem ChAT (w 2016 został wybrany na kolejną kadencję).
5 czerwca 2014 uzyskał tytuł profesora nauk teologicznych. W 2015 został powołany na stanowisko profesora zwyczajnego ChAT.
W 2019 został członkiem Rady Naukowej czasopisma „Studia i Dokumenty Ekumeniczne”.
7 maja 2020 r. został wybrany rektorem ChAT na kadencję 2020–2024.

## Publikacje książkowe
Jest autorem książek:
- W poszukiwaniu Zbawienia. Bogactwo i piękno życia duchowego w ascetyczno-teologicznej myśli św. Ignacego Branczaninowa, Wydawnictwo Naukowe ChAT, Warszawa 2006
- Teologia kerygmatu, Wydawnictwo Naukowe ChAT, Warszawa 2012
- Na początku był Chrystus. Z bp. Marcinem Hintzem, bp. Jerzym Pańkowskim i bp. Grzegorzem Rysiem rozmawiali Jakub Drath i Janusz Poniewierski, Wydawnictwo Znak, Kraków 2016
- Nie zaniedbuj w sobie daru łaski... Rozważania o kapłaństwie, Wydawnictwo Naukowe ChAT, Warszawa 2016 ISBN 978-83-60273-35-7
- Śmierć, pogrzeb i modlitwa za zmarłych w Kościele prawosławnym, Wydawnictwo Naukowe ChAT, Warszawa 2018 ISBN 978-83-60273-48-7

Został współredaktorem naukowym (wspólnie z abp. Ablem) monografii wieloautorskiej: Unia brzeska – zwodnicza iluzja zjednoczenia chrześcijan Wschodu i Zachodu (Wydawnictwo Naukowe ChAT, Warszawa 2023) ISBN 978-83-60273-79-1.

## Odznaczenia
- Złoty Krzyż Zasługi – 2014[27]
- Odznaka pamiątkowa Prawosławnego Ordynariatu WP – 2012, ex officio[28]
- Medal 30-lecia restytucji Prawosławnego Ordynariatu WP – 2023, ex officio[29]
- Złoty Krzyż Biskupa Polowego Deo et Patriae – 2025[30]
- Medal Komisji Edukacji Narodowej – 2023[31]
- Złoty Medal „Zasłużony dla Nauki Polskiej Sapientia et Veritas” – 2023[32]
- Złoty Medal za Zasługi dla Policji – 2024[33]